# Beáta Hoffmann
Beáta Hoffmann, född den 22 juni 1967 i Győr i Ungern, är en tidigare ungersk handbollsmålvakt.

## Karriär
Beáta Hoffmann började sin karriär med Győr, varifrån hon flyttade till Budapest Építők 1984. Med Építők blev hon trefaldig ungersk mästare och vann cupen 1992. Från 1992 till att hon avslutade sin karriär 2001 spelade hon åter för Győri ETO. KC. Med Győri var hon finalist i EHF-cupen 1998–1999, men förlorade mot Viborg HK.
Med landslaget vann hon först en VM-silvermedalj vid VM 1995, Hon tog sedan OS-brons i damernas turnering i samband med de olympiska handbollstävlingarna 1996 i Atlanta. Hon spelade 1988 till 1998 126 landskamper i Ungerns damlandslag i handboll och gjorde inte något mål.

## Meriter med klubblag
- Magyar bajnokság (Ungerska ligan): 1989, 1990, 1991 med Budapest Építők
- Magyar Kupa (Ungerska cupen):  1992 med Budapest Építők
- EHF-cupen 1999:  med Győri ETO KC